# Asige
Asige är en småort och kyrkbyn i Asige socken i Falkenbergs kommun, Hallands län. Asige ligger nordost om Slöinge och här finns Asige kyrka.